# Sapohiv, Borșciv
Sapohiv (în ucraineană Сапогів) este o comună în raionul Borșciv, regiunea Ternopil, Ucraina, formată numai din satul de reședință.

## Demografie
Componența lingvistică a comunei Sapohiv
     Ucraineană (99,89%)
     Alte limbi (0,11%)
Conform recensământului din 2001, majoritatea populației comunei Sapohiv era vorbitoare de ucraineană (99,89%), existând în minoritate și vorbitori de alte limbi.